# Menor das grandes potências
A menor das grandes potências é um rótulo usado para conceitualizar o status internacional da Itália. A Itália tem sido referida como sendo umas das grandes potências por vários acadêmicos e comentadores. A estudiosa de lei internacional americana Milena Sterio coloca a Itália como sendo parte do grupo exclusivo de países super soberanos que se caracterizam como grandes potências, não junto as potências que fazem parte do Conselho de Segurança da ONU, mas ao lado do Japão e da Alemanha como potências econômicas. Ademais, cita a que o status de grande potência da Itália também advêm da sua influência em organizações internacionais e regionais, além do seu poder dentro do Grupo dos Sete (G7).
A Itália faz parte de uniões de grandes potências como o Trio da Europa, o Quinteto da OTAN, o G7 e o Grupo de Contato
Também é um principais fundadores da ONU, a nação líder da União pelo consenso e serve como um dos estados de maior importância provendo serviços de transporte marítimo, transporte aéreo e desenvolvimento industrial. Termos alternativos usados por acadêmicos e observadores para descrever a situação italiana também incluem "grande potência intermitente" ou como uma "pequena grande potência", argumentando que a posição da Itália na arena internacional poderia ser descrita dessa maneira.

## Visão geral

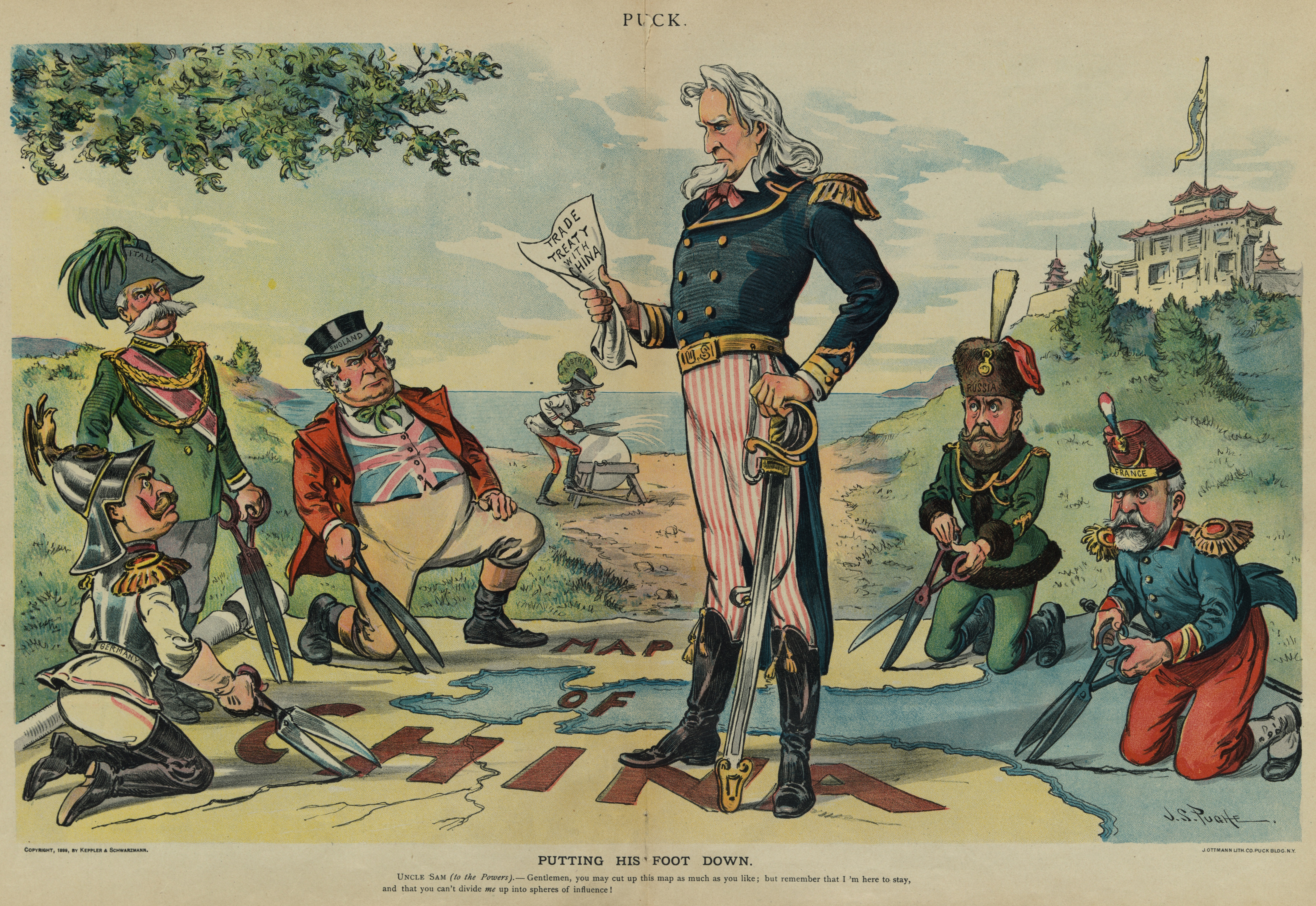
Grandes potências planejando cortar a China para si; EUA, Alemanha, Itália, Reino Unido, França, Rússia e Áustria são representados por Guilherme II, Umberto I, John Bull, Francisco José I (ao fundo), Tio Sam, Nicolau II, e Emile Loubet. Punch 23 de agosto de 1899 por J. S. Pughe

Após o Risorgimento, a recentemente unida Itália foi reconhecida como sendo a "sexta grande potência" pela Áustria, Prússia, França, Rússia e o Império Britânico". Os italianos conseguiram assim, independência da Áustria, da Casa de Bourbon e do Papa, assegurando unificação nacional. O papado pediu a França para resistir a unificação, com medo de que ceder o controle dos Estados Papais iria enfraquecer a Igreja e permitir que liberais dominassem os católicos conservadores. O país capturou e anexou Roma em 1870 e depois fez parte da Tríplice Aliança com a Alemanha e a Áustria-Hungria. No mesmo ano, a cidade costeira de Assab no Mar Vermelho foi tomada pelo governo italiano, se tornando o primeiro território ultra marítimo do Império Italiano.
A Itália derrotou o Império Otomano em 1911-1912, empregando aviões pela primeira vez em uma guerra. Por volta de 1914 a Itália já havia adquirido a Eritreia, um grande protetorado na Somália e a Líbia. Fora da África, o país possuía a pequena Concessão Italiana em Tientsin, na China (seguindo a intervenção na Aliança das Oito Nações na Rebelião Boxer) e as Ilhas do Dodecaneso na costa da Turquia.
Como a Áustria tomou a iniciativa com a agressão no início da Primeira Guerra Mundial, indo contra os termos da Aliança, a Itália decidiu adentrar a Guerra como parte dos Aliados ao lado da França, Reino Unido e Japão. Durante a guerra a Itália ocupou o sul da Albânia para prevenir a sua queda para a Áustria-Hungria. Em 1917 ela estabeleceu  protetorado sobre a Albânia, que permaneceu até 1920. O país derrotou o Império Áustro-Húngaro em Vittorio Veneto em 1918 e se tornou um dos membros permanentes do conselho executivo da Liga das Nações.

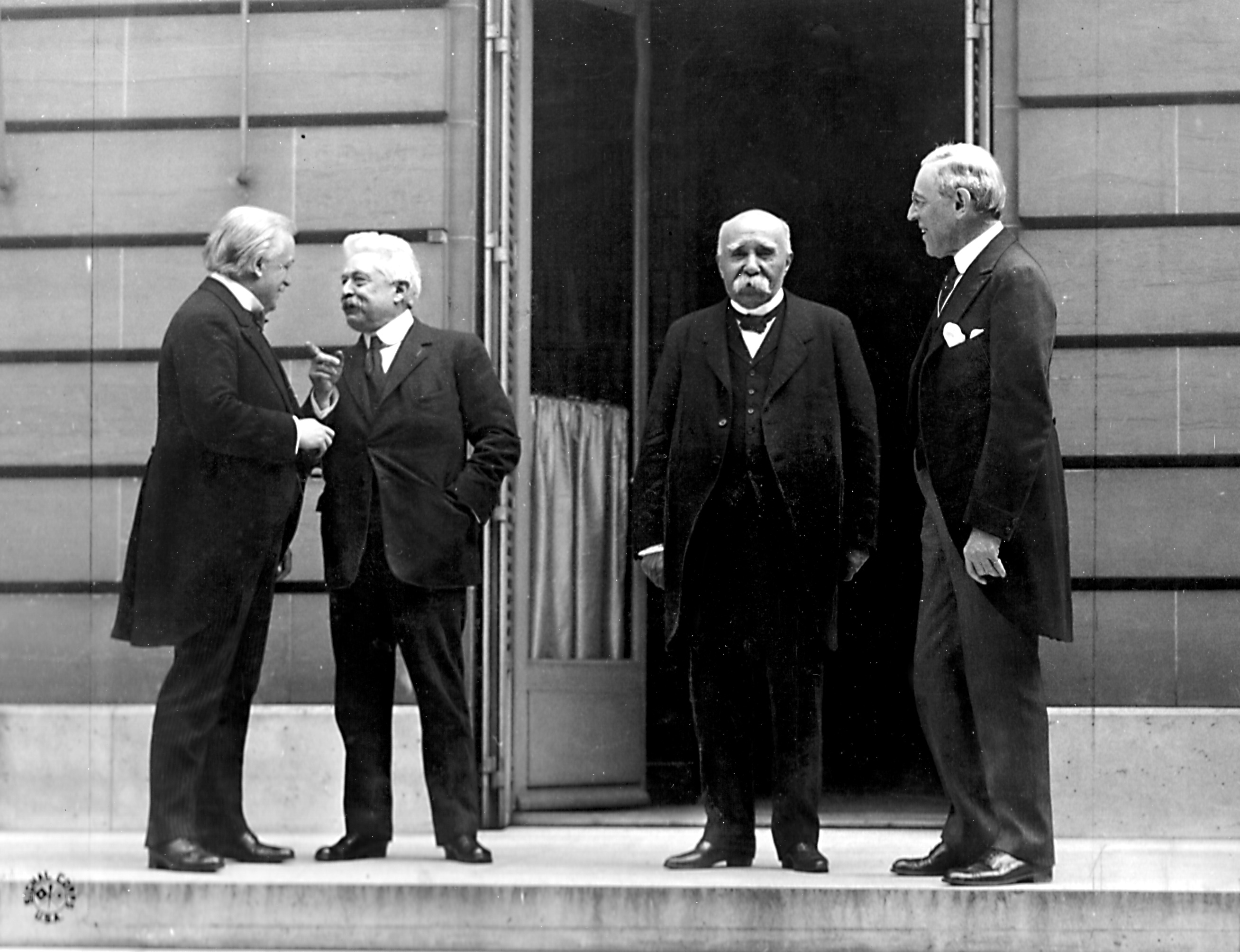
Os "Quatro Grandes" da Primeira Guerra Mundial na Conferência de Paz de Paris de 1919: David Lloyd George, Vittorio Emanuele Orlando, Georges Clemenceau e Woodrow Wilson.

Com os custos da Guerra e sofrendo pela não concessão dos espólios territórios, principal razão pela qual a Itália lutou junto dos Aliados, criou-se a consciência coletiva de que a Itália havia sofrido uma Vitória Mutilada na Primeira Guerra. Nesse ambiente de caos político e econômico interno na qual a Itália se encontrava, o Partido Nacional Fascista sobe ao poder, com Benito Mussolini entrando no governo em 1922. Buscando aumentar o tamanho do Império italiano e satisfazer o clamor do irredentistas italianos. Em 1935 a Itália invade a Etiópia com sucesso e a anexa com as outras colônias no Chifre da África criando a África Oriental Italiana. Em 1939 a Albânia é invadida pela Itália e incorporada ao estado fascista. Durante a Segunda Guerra Mundial (1939-1945), a Itália fez parte do Eixo com o Japão e a Alemanha, ocupando vários territórios (como partes da França, Grécia, Egito e Tunísia) mas foi derrotada e obrigada a abandonar as suas colônias, territórios conquistados e perdeu a maior parte da Ístria.
Após a Guerra Civil italiana e a depressão econômica causada pela Segunda Guerra, a Itália desfrutou do Milagre econômico italiano, promoveu a unidade europeia, se juntou a OTAN e se tornou um membro ativo da União Europeia.

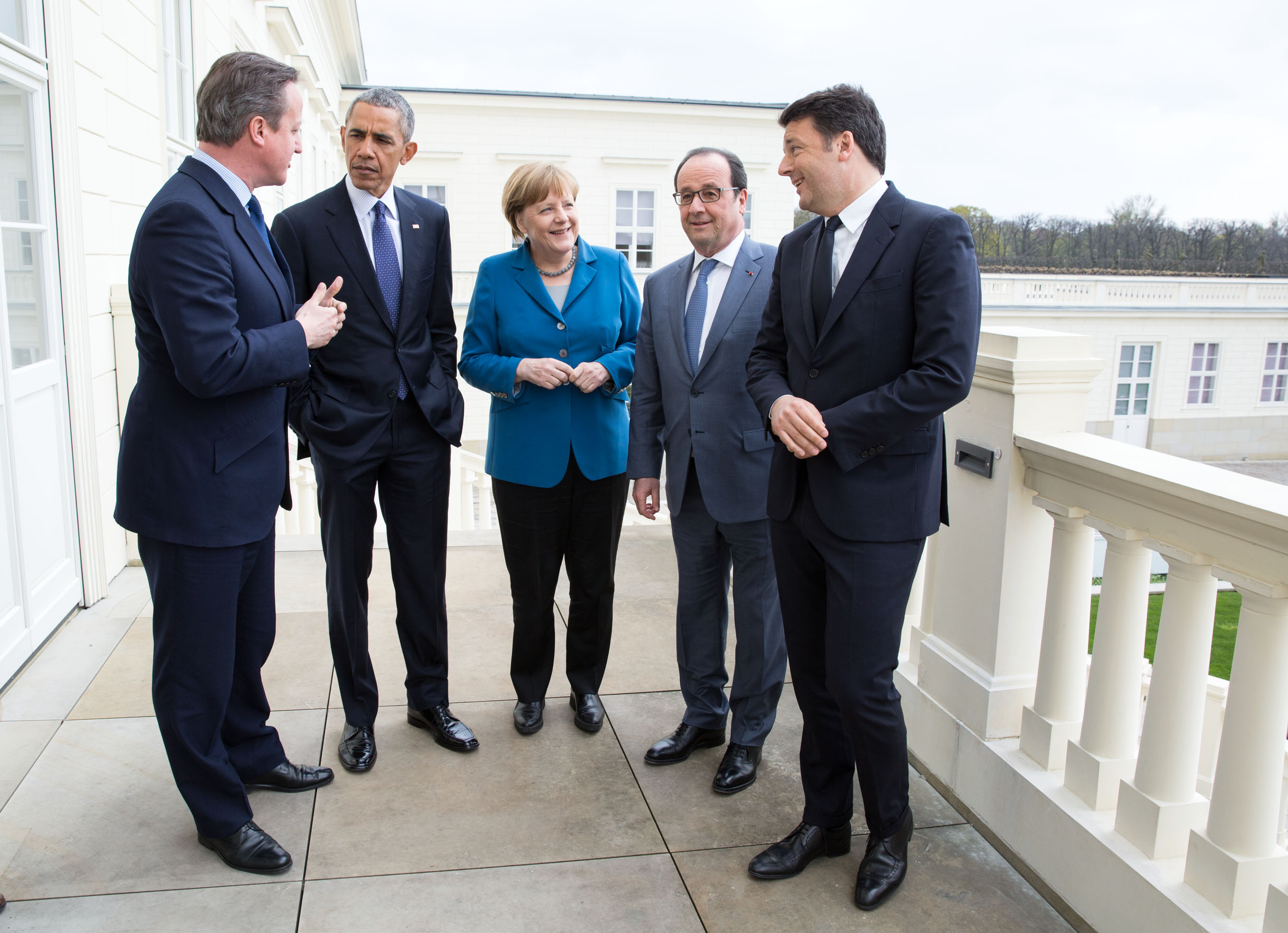
David Cameron, Barack Obama, Angela Merkel, François Hollande e Matteo Renzi. A Itália é a menor potência do Quinteto da OTAN.

Nos anos 80, sob a liderança do socialista Bettino Craxi, a Itália agiu como um poder agressivo no Mediterrâneo. Craxi avisou Gaddafi da Operação El Dorado Canyon, permitindo que ele sobrevivesse aos bombardeios e ordenou que os serviços de inteligência italianos planejarem o Golpe de Estado na Tunísia em 1987, dando suporte a Ben Ali como o novo presidente do país.

Giulio Andreotti foi o último democrata-cristão a servir como primeiro-ministro italiano, entre 1989 e 1992. Apesar de ser hostil à Reunificação Alemã, tornar-se-ia um dos pais do Tratado de Maastricht juntamente com o chancheler Helmut Kohl e o presidente francês François Mitterrand, muitas vezes em contraste com Margaret Thatcher. A Itália participou na Guerra do Golfo com a Coalizão, enviando 1950 soldados e atuando em bombardeios(Operazione Locusta) com Panavia Tornados. Logo depois entrando em operações de pacificação na Somália e na Bósnia. Nas década de 1990 e de 2000, a Itália participou numa série de operações de pacificação e missões de combate na África Central, Timor-Leste, Moçambique, nos Bálcãs, Líbano, Iraque (novamente), Afeganistão
e na Líbia, onde a Força Aérea Italiana atuou em missões de supressão de defesa aérea e ataque ao solo. Atualmente desempenha importante papel no resgate de imigrantes no Mar Mediterrâneo e atua em 26 missões de paz ao redor do mundo segundo o Ministério da Defesa italiano.